# Bilbil białooki
Bilbil białooki (Pycnonotus capensis) − gatunek małego, południowoafrykańskiego ptaka z rodziny bilbili (Pycnonotidae). Nie wyróżnia się podgatunków.

## Morfologia

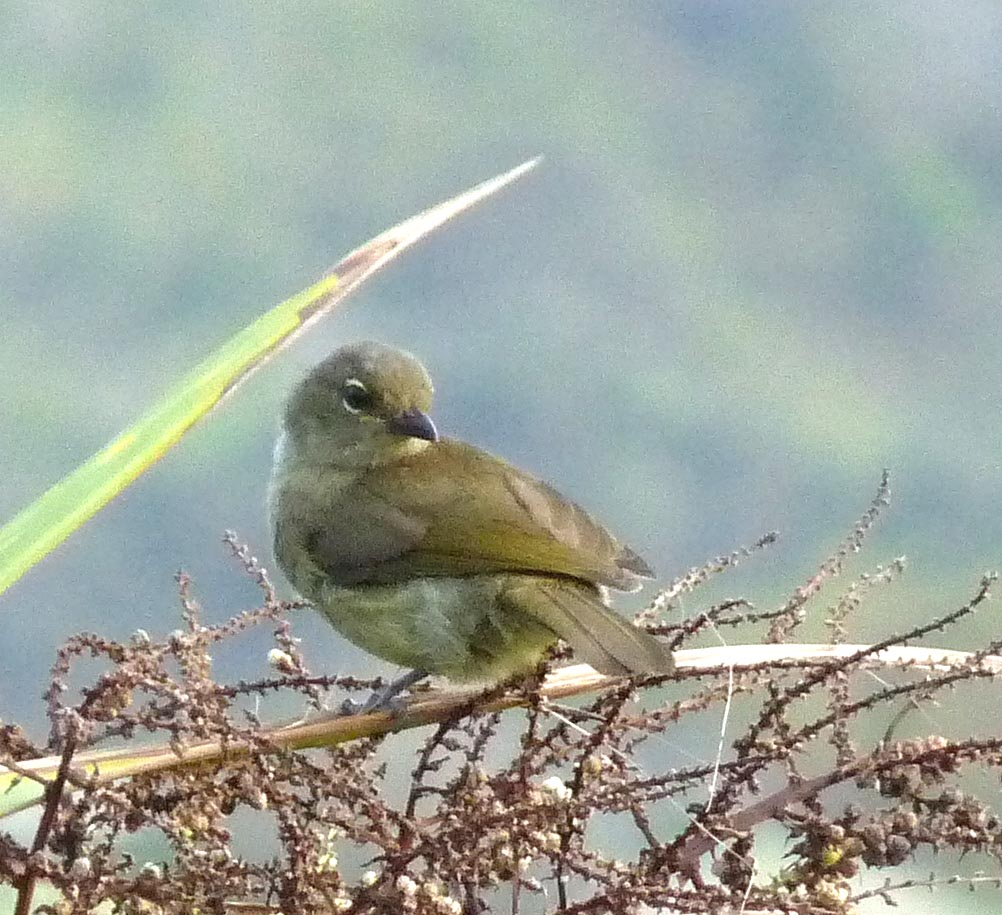
Osobnik młodociany

Bilbil białooki ma długość 19–21 cm, a waży 28–47,5 g. Jego upierzenie jest głównie matowe, czarniawo-brązowe z białą otoczką wokół oka i żółtymi pokrywami podogonowymi. Krótki, prosty dziób, nogi i stopy są czarne. Tęczówka tego gatunku jest ciemnobrązowa. Nie występuje dymorfizm płciowy.

## Ekologia i zachowanie
Gatunek ten jest endemitem nadbrzeżnych zarośli, lasów, ogrodów i fynbosu południa i południowego zachodu Republiki Południowej Afryki. Gniazduje od września do listopada, tzn. południową wiosną. Gniazdo przypomina głęboki kubek o bardzo grubych ścianach. Ptak ukrywa je pośród liści niewielkich drzew i krzewów. Do gniazd bilbila białookiego podrzuca swoje jajka kukułka czarno-biała (Clamator jacobinus).
Bilbil ten jest wszędobylskim i łatwo zauważalnym ptakiem, lubi siadać na wierzchołkach drzew. Jest bardzo aktywny i hałaśliwy. Często spotykany w parze lub grupie poszukującej owoców, nektaru i owadów. Jego śpiew przypomina czyste gwizdy składające się z dwóch lub więcej tonów pit-peet-pitmajol, piet-piet-patata..

## Status
Międzynarodowa Unia Ochrony Przyrody (IUCN) uznaje bilbila białookiego za gatunek najmniejszej troski (LC, least concern) nieprzerwanie od 1988 roku. Liczebność populacji nie jest dokładnie znana, aczkolwiek ptak opisywany jest jako lokalnie pospolity do bardzo licznego. Trend liczebności populacji uznaje się za stabilny.